# Marianka (Pasłęk)
Marianka (deutsch Marienfelde) ist ein Dorf in der Gmina Pasłęk (Stadt-und-Land-Gemeinde Preußisch Holland) im Powiat Elbląski (Kreis Elbing) in der Woiwodschaft Ermland-Masuren.

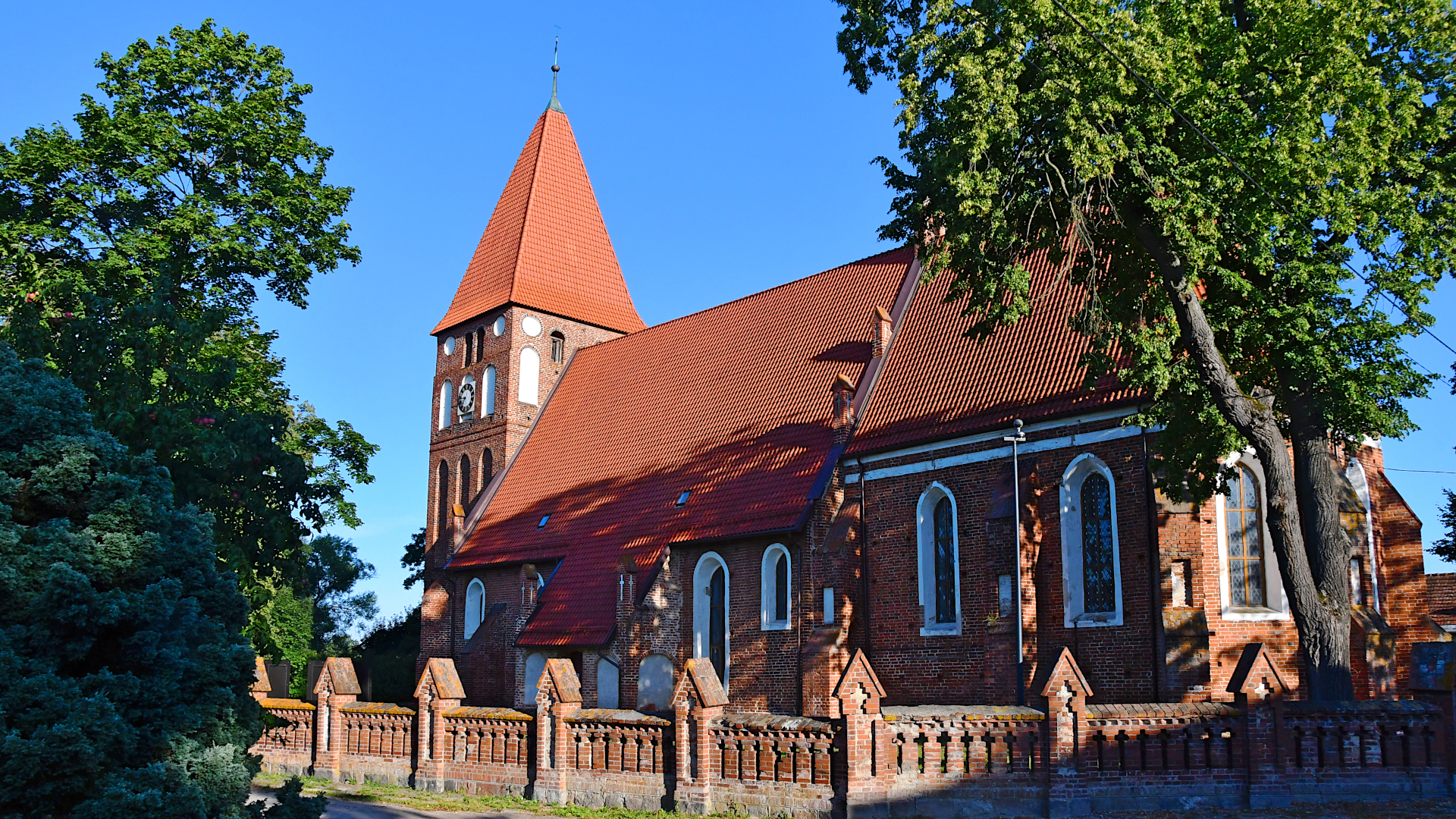
Dorfkirche in Marianka

## Geographische Lage
Marianka ist etwa sechs Kilometer von der früheren Kreisstadt Preußisch Holland (Pasłęk) und vierzehn Kilometer von der heutigen Kreismetropole Elbląg (Elbing) entfernt.

## Geschichte
Ortsgeschichte

Das seinerzeitige Kirchdorf Campens Mariae gehörte im 14. Jahrhundert zum Kammeramt Preußisch Holland in der Komturei Elbing im Land des Deutschen Ordens. Zwischen 1304 und 1312 erhielt es seine Handfeste vom Komtur Heinrich von Gera, die 1334 erneuert wurde. Dieses war die älteste erhaltene Erwähnung, auch die Kirche wurde genannt. Damals – bis ins 16. Jahrhundert hinein – hieß der Ort Morgenfeld, erst nach 1595 Marienfelde.
Seit dem 16. Jahrhundert gehörte Marienfelde zum Herzogtum Preußen, dann zum Königreich Preußen.
Am 28. Mai 1874 wurde Marienfelde Amtsdorf und damit namensgebend für einen Amgtsbezirk im ostpreußischen Kreis Preußisch Holland. Er bestand bis 1945 mit fünf zugeordneten Orten.
Im Jahre 1910 lebten 423 Einwohner in Marienfelde. Ihre Zahl belief sich 1933 auf 402 und 1939 auf 371.
1945 kam Marienfelde mit dem gesamten südlichen Ostpreußen zu Polen. Das Dorf erhielt die polnische Namensform „Marianka“ und ist heute eine Ortschaft im Verbund der Gmina Pasłęk (Stadt-und-Land-Gemeinde Preußisch Holland) im Powiat Elbląski (Kreis Elbing), von 1975 bis 1998 der Woiwodschaft Elbląg, seither der Woiwodschaft Ermland-Masuren mit Sitz in Olsztyn (Allenstein) zugehörig.
Amtsbezirk Marienfelde (1874–1945)

In der Zeit seines Bestehens umfasste der Amtsbezirk Marienfelde fünf Kommunen:
| Deutscher Name | Polnischer Name |
| -------------- | --------------- |
| Briensdorf     | Borzynowo       |
| Hasselbusch    | Leszczyna       |
| Marienfelde    | Marianka        |
| Rapendorf      | Aniołowo        |
| Rogau          | Rogowo          |

## Religion
Schon 1334 wurde die Dorfkirche in einem Dokument erwähnt. Wesentliche Bauteile stammen noch aus der Zeit der ersten Hälfte des 14. Jahrhunderts, die Sakristei aus der zweiten Hälfte, und der Turm entstand um 1400. Danach sind nur unwesentliche Veränderungen zu verzeichnen.
1892 wurden die um 1450 gefertigten Wandgemälde aufgedeckt. Der Schnitzaltar entstand um 1682, Kanzel und Taufkammer sind aus 1692 und stammen von Isaak Riga.
In neuerer Zeit wurden restauratorische Ausbesserungsarbeiten durchgeführt – unter Beteiligung der Deutsch-Polnischen Stiftung Kulturpflege und Denkmalschutz (DPS).
Mit der Einführung der Reformation in Ostpreußen kam die lutherische Lehre nach Marienfelde. Bis 1945 gab es hier eine evangelische Gemeinde. Sie umfasste im Jahre 1925 2560 Gemeindeglieder, die auf mehr als 14 Dörfer und Orte verteilt wohnten. Bis 1945 war Marienfelde eine Pfarrei im evangelischen Kirchenkreis Preußisch Holland in der Kirchenprovinz Ostpreußen der Kirche der Altpreußischen Union. Flucht und Vertreibung der einheimischen Bevölkerung machten einen Forstbestand der Gemeinde unmöglich. Die evangelischen Einwohner von Marianka heute gehören zur St.-Georgs-Kirche Pasłęk, einer Filialkirche der Pfarrei Ostróda (Osterode) in der Diözese Masuren der Evangelisch-Augsburgischen Kirche in Polen.
Das Marienfelder Gotteshaus ist jetzt im Besitz der Römisch-katholischen Kirche. Sie ist den Aposteln Petrus und Paulus gewidmet und wie der Nachbarort Węzina (Weeskendorf) der Pfarrei in der Stadt Pasłęk unterstellt. Diese ist Teil des Dekanats Pasłęk im Bistum Elbląg (Elbing).

## Verkehr
Marianka liegt an einer Nebenstraße, die die Woiwodschaftsstraße 505 in der Stadt Pasłęk mit der Woiwodschaftsstraße 509 bei Pomorska Wieś (Pomehrendorf) verbindet. Auch vom Nachbarort Stegny (Steegen) führt eine Verbindungsstraße nach Marianka.
Stegny war bis 2012 die nächste Bahnstation. Sie lag an der Bahnstrecke Malbork–Braniewo, die vor 1945 von Berlin bis nach Königsberg (Preußen) verlief und nach 1945 um ein Breitspurgleis zwischen Polen und der russischen Oblast Kaliningrad ergänzt worden war. Beide Bahnstrecken werden heute so gut wie nicht mehr befahren, und die Bahnstation Stegny wurde geschlossen.

## Persönlichkeiten
- Wolfgang Kähler (* 1840 in Marienfelde; † 1922 in Darkehmen), evangelischer Theologe, Superintendent in Heilsberg und Darkehmen